# Донал Лоуг
Донал Френсис Лоуг (енгл. Donal Francis Logue; Отава, 27. фебруар 1966), канадски је позоришни, филмски и ТВ глумац, филмски продуцент и музичар.